# Torbjørn Sunde

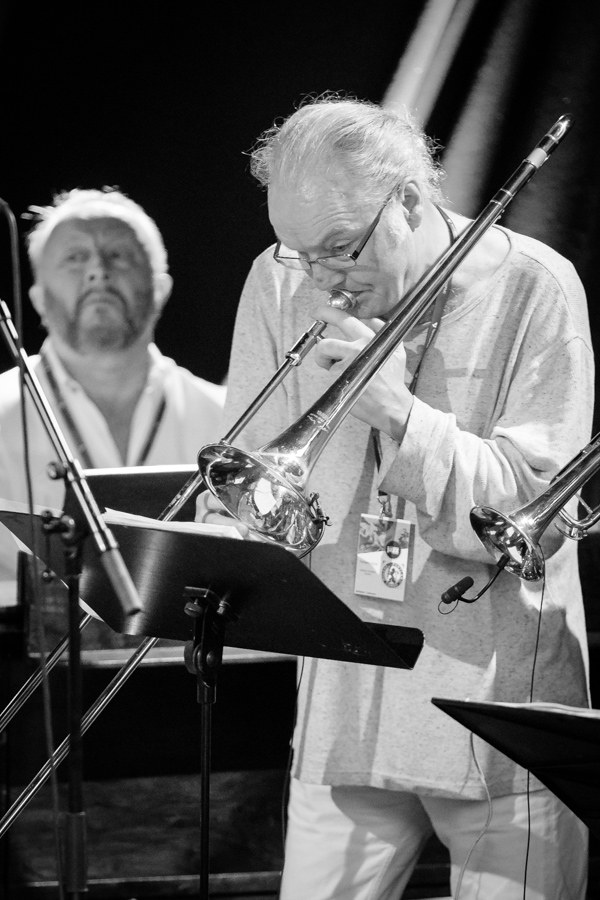
Torbjørn Sunde (2018)
Bild: Tore Sætre

Torbjørn Sunde (* 16. Februar 1954 in Oslo) ist ein norwegischer Posaunist und Komponist des Modern Jazz.

## Leben und Wirken
Sunde, der sich zunächst wie sein Bruder Arnulf Sunde im Eisschnelllaufen hervortat und an der norwegischen Meisterschaft 1971, 1972 und 1973 teilnahm, absolvierte auf der Norwegischen Sporthochschule ein Bachelorstudium im Sport. Danach studierte er Musikwissenschaften an der Universität Oslo. 1974 und 1975 ging er mit Terje Rypdal auf Tournee und ist auch auf dessen Album Odyssey (1975) zu hören. Dann gehörte er zur Gruppe von Edward Vesala (Satu, 1977). Seit 1981 war er Mitglied von Bands von Jon Balke, insbesondere Oslo 13 (das 1988 den Spellemannprisen für das Album Off Balance erhielt). Gleichzeitig gehörte er zum Oslo Rhythm & Blues Ensemble (1981–1985), zu den Four Roosters (1982–1984, Rooster blues 1982) und Jon Ebersons Jazzpunkensemblet, später zu Etno Funk, Chipahua (1984–1988), Horns for Hire, sowie Mezzoforte, mit denen er 1994 auf internationale Tournee ging. Weiterhin nahm er mit Jon Eberson (Stash, 1988) und Knut Værnes (1993) auf.
Er leitete sein großformatiges Ensemble Meridians of Music (zu dem Terje Rypdal, Bugge Wesseltoft, Eivind Aarset und Jon Balke beitrugen), mit dem er 1998 sein Debütalbum unter eigenem Namen herausbrachte. Mit seinem Oktett legte er 2001 ein Album vor. Auch arbeitete er im Quartett mit Tom Olstad, Roy Powell und Per Mathisen (The Blue Note sessions). Zuletzt leitete er mit Espen Rud die Gruppe Fire Fyrer, in der er auch sang (Prøysen goes jazz, 2012). Als Begleitmusiker arbeitete er auch mit Rickie Lee Jones, Randy Crawford, Dr. John, Joe Cocker, dem norwegischen Sänger Jan Eggum (Deilig, 1999), Miki N’Doye, Arild Andersen und Jan Garbarek.

## Diskographische Hinweise
- Meridians (ACT, 1998)[4]
- Torbjørn Sunde Octet Where is the Chet (K&K Jazz Series, 2001, mit Jon Eberson, Rob Waring, Morten Halle, Håvard Lund, Trude Eick, Aslak Hartberg, Jens Petter Antonsen)